# Arytaina torifrons
Arytaina torifrons är en insektsart som först beskrevs av Flor 1861.  Arytaina torifrons ingår i släktet Arytaina och familjen rundbladloppor. Inga underarter finns listade i Catalogue of Life.